# Jana Kocianová
Jana Kocianová (ur. 8 czerwca 1946 w Šaštínie-Strážach, zm. 23 września 2018 w Bratysławie) – słowacka piosenkarka.
Po ukończeniu matury podjęła studia na Wydziale Farmeceutycznym Uniwersytetu Komeńskiego (UK) w Bratysławie oraz na Wydziale Pedagogicznym UK.
Była laureatką konkursu Zlatá kamera, gdzie zaprezentowała kompozycję Summertime Gershwina, oraz laureatką czterech „Bratysławskich Lir”.
Do jej przebojów należą m.in.: Kadiaľ ísť, Nekonečná láska, Zahoď starosti.